# Лихтенштейн, Мария Йозефа
Мария Йозефа Герменгильда фон Лихтенштейн (нем. Maria Josepha Hermengilde von Liechtenstein, 13 апреля 1768 — 8 августа 1845) — дочь князя Франца Иосифа Лихтенштейна.

## Биография
Родилась 13 апреля 1768 года в семье Франца Иосифа Лихтенштейна и Леопольдины фон Штернберг и была самым младшим ребенком.
15 сентября 1783 вышла замуж за Николая князя Эстерхази. Её супруг стал главой рода Эстергази (фюрстом) в 1794 г.
Она, как и её муж, покровительствовала искусствам, в особенности Йозефу Гайдну. В ответ Гайдн с 1796 по 1802 год ежегодно к её именинам (8 сентября — Рождество Марии) создавал новую мессу. Так были созданы Heiligmesse (1796), Paukenmesse (1796/97), Nelsonmesse (1798), Theresienmesse (1799), Schöpfungsmesse (1801) и Harmoniemesse (1802).
В браке родилось двое детей:
- Пал Антал (1786-1866), жена Мария Терезия Турн-и-Таксис, трое детей
- Леопольдина (1788–1846), муж - Мориц фон Лихтенштейн, четверо детей